# لچه‌گوراب

## جمعیت
این روستا در دهستان حومه قرار دارد و براساس سرشماری مرکز آمار ایران در سال ۱۳۸۵، جمعیت آن ۲۰۱۳ نفر (۵۵۷خانوار) بوده‌است.